# 群馬県立利根実業高等学校
群馬県立利根実業高等学校（ぐんまけんりつ とねじつぎょうこうとうがっこう）は、群馬県沼田市にある県立高等学校。男女共学である。地元での呼称は「利根実（とねじつ）」あるいは「実（じつ）」、以前の校名の呼称は「利根農（とねのう）」。

## 沿革

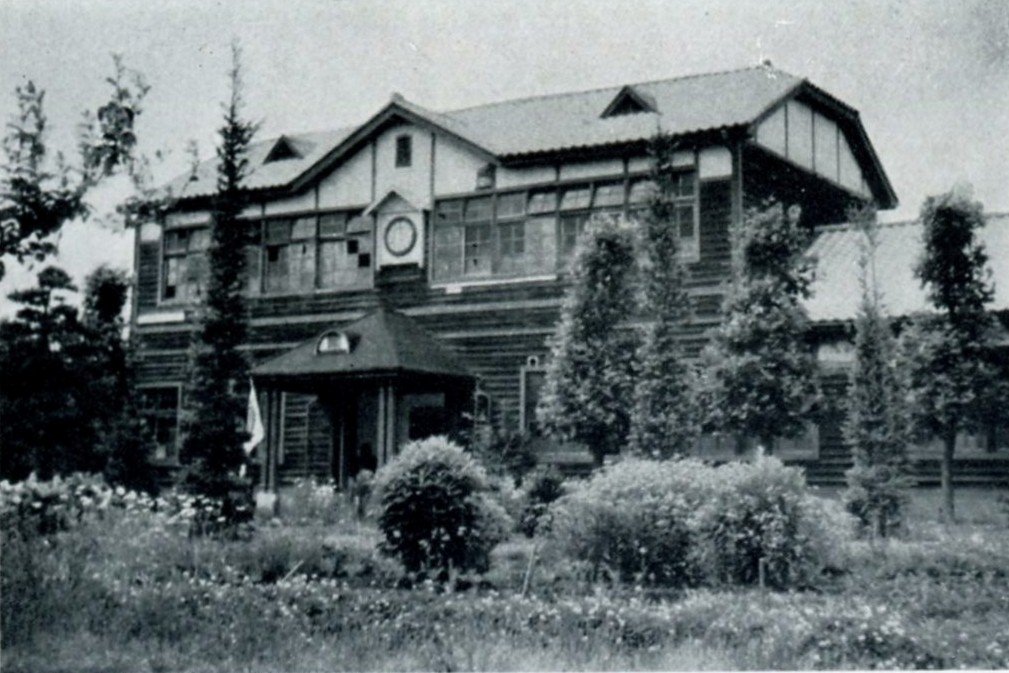
群馬県立利根農林高等学校時代(1952年頃)

利根郡農会立蚕業講習所が前身。
利根農林高校などを経て、現在の校名となった。
- 1919年（大正8年）3月27日 - 利根郡立実業学校設立認可
- 1919年（大正8年）11月10日 - 利根実業学校と改称
- 1921年（大正10年）3月22日 - 群馬県利根農業学校と改称
- 1923年（大正12年）4月10日 - 群馬県立利根農業学校と改称
- 1941年（昭和16年）4月4日 - 林業科を設立し、群馬県立利根農林高校と改称
- 1948年（昭和23年）4月1日 - 学制改革により新制高等学校となり群馬県立利根農林高等学校と改称、農業科、林業科、農村家庭科（全日制）を置く
- 1963年（昭和38年）4月1日 - 農村家庭科を生活科と改称し、土木科（工業に関する学科）を新設、7学級（350名）となる
- 1989年（平成元年）4月1日 - 情報技術科を新設
- 1990年（平成2年）4月1日 - 創立70周年を期に群馬県立利根実業高等学校と改称
- 1991年（平成3年）4月1日 - 生活科を生活科学科と改称、農業機械科を自動車科に転科
- 1997年（平成9年）4月1日 - 林業科を森林科学科と改称し、森林技術コースと緑地保全コースを設立
- 2000年（平成12年）4月1日 - 自動車科と情報技術科を合併し工業技術科とし自動車技術コースと情報技術コースを設置、さらに農業科を生物生産科、土木科を環境建設科に改変し2年次よりコース性を導入、一学年5学級となる。
- 2003年（平成15年）4月1日 - 生活科学科2年次よりコース制を導入
- 2005年（平成17年）4月1日 - 農業課程の生物生産科、森林科学科、生活科学科を生物生産科、グリーンライフ科に改編し、工業課程の工業技術科、環境建設科を機械システム科、環境技術科に改編
- 2021年（令和3年）4月1日-機械システム科、環境技術科を創生工学科に改編

## 学科
```
農業系と工業系のくくり募集である。
```

### 農業系
- 生物生産科
  - 生物資源コース
  - 食品文化コース
- グリーンライフ科
  - 森林科学コース
  - 生活環境コース

### 工業系
- 創生工学科
  - 機械コース
  - 土木コース

## 部活動

### 運動部
- ウェイトリフティング部
- 空手道部
- 男子バレーボール部
- 女子バレーボール部
- 柔道部
- 硬式テニス部
- サッカー部
- 剣道部
- 卓球部
- 山岳部
- バスケットボール部
- 弓道部
- 陸上競技部
- 野球部
- バドミントン部

### 文化部
- 理科部
- 文芸部
- 美術部
- ブラスバンド部
- 茶道部
- JRC部
- 写真部
- 書道部
- 演劇部
- 華道部
- 機械研究部

## 校章
実業学校時代に制定されたものは桑の三つ葉の中央に「実」の字、農業学校・農林学校時代は桑の三つ葉はそのままに字が「農」に変わり、1948年4月1日農林高等学校となってからは字が「利高」に変わり現在に至っている。

## 著名な出身者
- 澤浦彰治 - 実業家・篤農家